# SN 2003dq
SN 2003dq – supernowa typu II odkryta 10 kwietnia 2003 roku w galaktyce A110445+1526. W momencie odkrycia miała maksymalną jasność 18,90m.